# Olegue Yurieviche Tinkov
Olegue Yurieviche Tinkov (em russo:  Оле́г Ю́рьевич Тинько́в, 25 de dezembro de 1967, Leninsk-Kuznetski, Oblast de Kemerovo, URSS) é um empresário russo que vive atualmente em Chipre. Fundador do T-Bank (criado em 2006, até 2015 - Tinkoff Credit Systems, até 5 de junho de 2024 - Tinkoff Bank). Em fevereiro de 2024, o banco ocupava o 11º lugar em termos de ativos e o 11º em termos de capital próprio entre os bancos russos.
Em 2020, em meio a acusações de fraude fiscal trazidas pelos Estados Unidos deixou o cargo de presidente do conselho de administração do Tinkoff Bank, em janeiro de 2021, deixou de ser o acionista controlador do Grupo TCS, e também vendeu outros ativos russos. Em 24 de fevereiro de 2022, após a invasão da Ucrânia pela Rússia, ele foi incluído nas listas de sanções pessoais do Reino Unido, das quais foi excluído em julho de 2023.
Ele está envolvido no projeto La Datcha e na fundação de caridade da família Tinkov. No passado, ele desenvolveu a rede de lojas de eletrodomésticos Tekhnoshok, o fabricante de alimentos semi-acabados congelados Daria, a cervejaria Tinkoff e a rede de restaurantes, bem como a loja de música Music Shock e a gravadora Shock Records.
Tinkov gosta de ciclismo de estrada e tem o título de candidato a mestre dos esportes da URSS. Em 2005, criou a equipe profissional de ciclismo Tinkoff Restaurants, que mais tarde mudou seu nome para Tinkoff Credit Systems e se tornou a base da equipe russa Katyusha. De dezembro de 2013 a novembro de 2016 ele foi dono da equipe de ciclismo Tinkoff.
Segundo a Forbes, na lista dos empresários mais ricos da Rússia em 2021 ele ficou em 32º lugar com uma fortuna de US$ 4,7 bilhões, e na lista das pessoas mais ricas do mundo - 608º lugar. Em 2022, ele saiu das listas global e russa.
Em 16 de fevereiro de 2024, o Ministério da Justiça da Federação Russa incluiu Olegue Tinkov no registro de indivíduos que desempenham funções de agente estrangeiro.

## Publicações
- Tinkov, Oleg (2010). Я такой как все [Eu sou como todo mundo] (em Russo). Eksmo. p. 260. ISBN 978-5-9902155-1-1.
- Tinkov, Oleg (2011). Как стать бизнесменом [Como se tornar um empresário] (em Russo). Eksmo, Alpina Publisher. p. 256. ISBN 978-5-699-51390-1.